# Japan Cup 2013
De 22e editie van de wielerwedstrijd Japan Cup werd gehouden op 20 oktober 2013. De renners reden een wedstrijd in en rond Utsunomiya van 151,3 kilometer. De wedstrijd maakte deel uit van de UCI Asia Tour 2014. De titelverdediger was de Italiaan Ivan Basso. Dit jaar won de Australiër Michael Rogers.

## Deelnemende ploegen
UCI World Tour-ploegen
- Omega Pharma-Quick-Step
- RadioShack-Leopard
- Cannondale Pro Cycling Team
- Sky ProCycling
- Team Saxo-Tinkoff
- Lampre-Merida
- Team Garmin-Sharp

Professionele continentale ploegen
- Champion System Pro Cycling Team

Continentale ploegen
- Jelly Belly Cycling
- Amore & Vita
- Team Nippo
- Bridgestone Anchor
- Aisan Racing Team
- Team Ukyo
- Shimano Racing Team
- Japan
- Utsunomiya Blitzen

## Rituitslag
| Japan Cup 2013 |                      |                         |          |
| Plaats         | Naam                 | Ploeg                   | Tijd     |
| 1              | Michael Rogers       | Team Saxo-Tinkoff       | 4u25'00" |
| 2              | Jack Bauer           | Team Garmin-Sharp       | +44"     |
| 3              | Damiano Cunego       | Lampre-Merida           | z.t.     |
| 4              | Julián Arredondo     | Team Nippo              | z.t.     |
| 5              | David López García   | Sky ProCycling          | +50"     |
| 6              | Manuele Mori         | Lampre-Merida           | +58"     |
| 7              | Joe Dombrowski       | Sky ProCycling          | z.t.     |
| 8              | Carlos Verona        | Omega Pharma-Quick-Step | z.t.     |
| 9              | Taiji Nishitani      | Aisan Racing Team       | +1'05"   |
| 10             | Josh Edmondson       | Sky ProCycling          | +1'33"   |
| 11             | Elia Favilli         | Lampre-Merida           | +2'30"   |
| 12             | Ben Hermans          | RadioShack-Leopard      | +2'55"   |
| 13             | Pieter Serry         | Omega Pharma-Quick-Step | +2'59"   |
| 14             | Ivan Basso           | Cannondale              | z.t.     |
| 15             | Steele Von Hoff      | Team Garmin-Sharp       | +3'58"   |
| 16             | Serghei Tvetcov      | Jelly Belly Cycling     | z.t.     |
| 17             | Tomoyuki Iino        | Utsunomiya Blitzen      | z.t.     |
| 18             | José Toribio Alcolea | Team Ukyo               | z.t.     |
| 19             | Ryoma Nonaka         | Shimano Racing Team     | z.t.     |
| 20             | Yoshimitsu Hiratsuka | Aisan Racing Team       | z.t.     |

1992 · 
1993 · 
1994 · 
1995 · 
1996 · 
1997 · 
1998 · 
1999 · 
2000 · 
2001 · 
2002 · 
2003 · 
2004 · 
2005 · 
2006 · 
2007 · 
2008 · 
2009 · 
2010 · 
2011 · 
2012 · 
2013 · 
2014 · 
2015 · 
2016 ·
2017 ·
2018 ·
2019 ·
2020 ·
2021 ·
2022 ·
2023 ·
2024
 Japan Cup · 
 Ronde van Hainan · 
 Ronde van het Taihu-meer · 
 Ronde van Dubai · 
 Ronde van Qatar · 
 Ronde van Oman · 
 Ronde van Langkawi · 
 Ronde van Taiwan · 
 Ronde van Japan · 
 Ronde van Korea · 
 Ronde van Iran · 
 Ronde van het Qinghaimeer · 
 Ronde van China I · 
 Ronde van China II · 
 Ronde van Almaty · 
 Japan Cup · 
 Ronde van Hainan · 
 Ronde van het Taihu-meer